# Archibald Napier, 1:e lord Napier

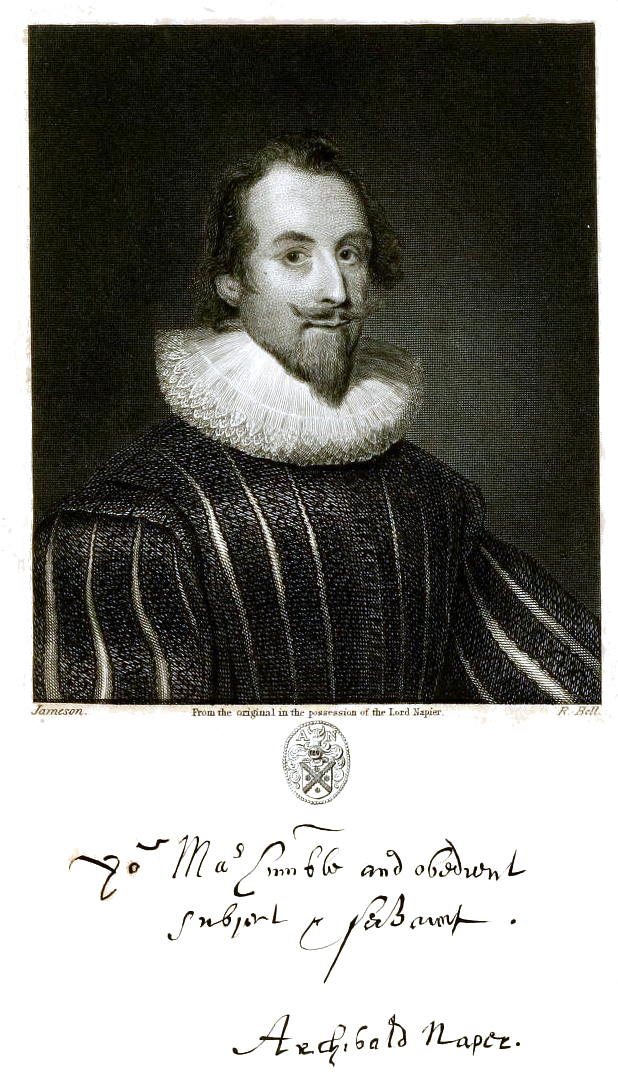
Archibald Napier, 1:e lord Napier.

Archibald Napier, 1:e lord Napier av Merchiston, 1:e baronet född 1576, död 1645, var en skotsk ämbetsman. Han var son till John Napier.
Napier var en av Jakob I:s och Karl I:s mest betrodda män. Han blev 1627 baronet och upphöjdes samma år till skotsk peer samt var 1622–1631 Skottlands vice skattmästare. Han trädde under inbördeskriget på 1640-talet i livlig förbindelse med sin svåger Montrose, blev därför fängslad 1644, men befriades 1645 av Montrose och avled på flykten efter dennes nederlag vid Philiphaugh samma år.